# 이학순
이학순(李學純, 1843년 - 1910년)은 조선후기의 우국지사(憂國志士)이다.

## 생애
조선후기의 우국지사(憂國志士)로 본관은 전주(全州), 휘는 학순(學純), 자는 경실(敬實), 호는 회천(晦泉)이다. 1843년 지금의 충남 공주시 계룡면 하대리에서, 아버지 이순제와 어머니 광산김씨사이의 둘째아들로 태어났다. 청렴 강직한 선비로서 만년에는 충남 연산군의 대명산(大明山) 기슭에서 살았다. 1910년 경술국치 이후 일제에 협력하지 않았고, 그를 회유하기 위하여 은사금(恩賜金)을 보내자 온갖 협박에도 굴복하지 않고 이를 단호하게 거절하였다. 이에 일본 헌병대가 투옥시켰는데, 병보석으로 잠깐 석방된 기회를 이용하여 음독자결하였다. 1962년 건국훈장 국민장이 추서되었다.